# Кесал, Назан
Наза́н Кеса́л (тур. Nazan Kesal), в девичестве — Кырылмы́ш (тур. Kırılmış; 28 марта 1969, Кёпрюбаши, Маниса, Турция) — турецкая актриса

 театра, кино и телевидения, театральный и кинорежиссёр

.

## Ранние годы
Назан Кесал, в девичестве Кырылмыш, родилась 28 марта 1969 года в Кёпрюбаши (ил Маниса, Турция). Она окончила среднюю школу в Манисе, театрально-актёрское отделение факультета изящных искусств Университета Докуз Эйлюль в 1991 году и получила степень магистра на факультете кино и телевидения Бейкентского университета.

## Карьера
После окончания университета Кесал переехала в Стамбул и начала сниматься в телесериалах, фильмах и рекламных роликах. С 1996 по 2004 год она была актрисой и режиссёром Главной дирекции государственных театров Диярбакыра. В 2004 году получила работу в Государственном театре Бурсы. Также работала в частных театрах, таких как Анкара Санатеви, Зеркало, Стамбул и Центр искусств Диярбакыр.

## Личная жизнь
С 18 декабря 2005 года Кесал замужем за актёром Эрджаном Кесалом. У супругов есть сын — Пойраз Кесал (род. в 2006 году).

## Театральные постановки

### Режиссёр
- 1993 — «Дети этого города» / O Şehrin Çocukları (Центр искусств Диярбакыра)
- 2000 — «Месть» / Öç (Государственный театр Диярбакыра)
- 2003 — празднование Международного женского дня 8 марта / 8 Mart Dünya Kadınlar Günü (поэтическое перформанс-шоу; Центр искусств Диярбакыр)

### Актриса
- 1993 — «Разбить стеклянные чашки» / Cam Bardaklar Kırılsın (Театр художественного дома Анкары)
- 1994 — «Роза Люксембург» / Rosa Lüksemburg (театр «Зеркало»)
- 1995 — «Посетитель» / Ziyaretçi (театр «Зеркало»)
- 1996 — «Крепкий орешек» / Çetin Ceviz (театр «Стамбул»)
- 1997 — «Клоун, потерявший нос» / Burnunu Kaybeden Palyaço (Государственный театр Диярбакыра)
- 1997 — «Битва свистков и щёток» / Düdükçülerle Fırçacıların Savaşı (Государственный театр Диярбакыра)
- 1997 — «Сколько пап» / Kaç Baba Kaç (Государственный театр Диярбакыра)
- 1997 — «Тартюф, или Обманщик» / Tartuffe (Государственный театр Диярбакыра)
- 1998 — «Пассажир» / Yolcu (Государственный театр Диярбакыра)
- 1999 — «Сон в летнюю ночь» / Bir Yaz Gecesi Rüyası (Государственный театр Диярбакыра)
- 1999 — «Шахмеран» / Şahmeran (Государственный театр Диярбакыра)
- 2000 — «Я закрываю глаза, я исполняю свой долг» / Gözlerimi Kaparım, Vazifemi Yaparım (Государственный театр Диярбакыра)
- 2001 — «Мир» / Barış (Государственный театр Диярбакыра)
- 2001 — «Безумный Думрул» / Deli Dumrul (Государственный театр Диярбакыра)
- 2002 — «Мусор Миракдо» / Mikadonun Çöpleri (Государственный театр Диярбакыра)
- 2003 — празднование Международного женского дня 8 марта / 8 Mart Dünya Kadınlar Günü (поэтическое перформанс-шоу; Центр искусств Диярбакыр)
- 2004 — «Дом Бернарды Альбы» / Bernarda Alba'nın Evi (Государственный театр Бурсы)
- 2005 — «Хеттское солнце» / Hitit Güneşi (Государственный театр Бурсы)
- 2009 — «Встречи» / Karşılaşmalar (Государственный театр Бурсы)
- 2010 — «Игра свободы» / Özgürlük Oyunu (Государственный театр Бурсы)
- 2016 — «Я хочу внуков» / Torun İstiyorum
- 2019 — «Мои раны от любви» / Yaralarım Aşktandır

## Фильмография

### Актриса
| Год       |     | Русское название               | Оригинальное название            | Роль                |
| --------- | --- | ------------------------------ | -------------------------------- | ------------------- |
| 1992      | ф   | Одна Аида, а другая Зелиха     | Biri Aida Diğeri Zeliha          |                     |
| 1992      | ф   | Мечты госпожи Джазибе          | Cazibe Hanımın Gündüz Düşleri    | соседка             |
| 1993      | ф   | Игра теней                     | Gölge Oyunu                      | Сезен               |
| 1993      | с   | Сладкая Бетюш                  | Tatlı Betüş                      |                     |
| 1993      | с   | Супер-папа                     | Süper Baba                       |                     |
| 1993      | ф   | Вальдо, почему ты не здесь?    | Waldo, Sen Neden Burada Değilsin |                     |
| 1994      | ф   | Осенняя история                | Bir Sonbahar Hikayesi            |                     |
| 1994      | ф   | Дом в аренду                   | Kiralık Ev                       |                     |
| 1994      | с   | Жизненные истории              | Öykülerle Yaşayanlar             | глухонемая женщина  |
| 1995      | ф   | Любовь в оранжерее             | Serada Aşk                       |                     |
| 1996      | с   | Наша семья                     | Bizim Aile                       |                     |
| 1996      | ф   | Стамбул под моими крыльями     | İstanbul Kanatlarımın Altında    | Фахише              |
| 1999      | с   | Шара                           | Şara                             | Назан               |
| 2001      | ф   | Судьба                         | Yazgı                            | жена босса          |
| 2002      | ф   | Отчуждение                     | Uzak                             | Серап               |
| 2002      | с   | Бериван                        | Berivan                          |                     |
| 2003      | с   | Заклеймённые розы              | Mühürlü Güller                   |                     |
| 2004      | с   | Алие                           | Aliye                            | Нермин              |
| 2004      | с   | Сувениры                       | Yadigâr                          | Кезбан              |
| 2005      | с   | Ветреный сад                   | Rüzgarlı Bahçe                   | Гюльтен             |
| 2006      | ф   | Времена года                   | İklimler                         | Серап               |
| 2007      | с   | Праздник                       | Şölen                            | Сюрейя              |
| 2008      | кор | Приговор                       | Hüküm                            | Зейнеп              |
| 2008      | ф   | Совесть                        | Vicdan                           | Фатма               |
| 2008      | с   | Дети Дженнет                   | Cennetin Çocukları               | Мевьлюде            |
| 2009      | с   | Раны Хиджран                   | Hicran Yarası                    | Хиджран             |
| 2010      | ф   | Волосы                         | Saç                              | Мерьем              |
| 2010      | с   | Любовь и наказание             | Aşk ve Ceza                      | Севги               |
| 2010      | ф   | Путешествие Альбатроса         | Albatrosun Yolculuğu             |                     |
| 2011      | с   | И целой жизни мало             | Bir Ömür Yetmez                  | Шюкран              |
| 2012      | ф   | Плесень                        | Küf                              | Мефтун Айдын (фото) |
| 2012      | кор | Смена 12-48                    | Shift 12-48                      | Айлин               |
| 2012—2013 | с   | Затерянный город               | Kayıp Şehir                      | Мерьем              |
| 2013      | ф   | Квартира                       | Daire                            | Бетюль              |
| 2013—2014 | с   | Придворные сегодня             | Bugünün Saraylısı                | Уфтаде Кятипоглу    |
| 2015      | кор | Матери-девственницы больше нет | Gri Bölge                        |                     |
| 2015      | с   | Матери и мамы                  | Analar ve Anneler                | Муаззез             |
| 2015      | ф   | Пыльная одежда                 | Toz Bezi                         | Хатун               |
| 2015      | ф   | Дикий мёд                      | Delibal                          | Сельма              |
| 2015      | кор | Назастеленная кровать          | Unmade Bed                       | жена                |
| 2016      | ф   | Мой брат                       | Kardeşim Benim                   | мать Айше           |
| 2017      | кор | Настоящее                      | The Present                      | мать                |
| 2017      | ф   | Беспокойство                   | Kaygı                            | телепрограммист     |
| 2017      | ф   | Банк разбитых сердец           | Kırık Kalpler Bankası            | Сузан               |
| 2017—2018 | с   | Госпожа Фазилет и её дочери    | Fazilet Hanım ve Kızları         | Фазилет Чамкыран    |
| 2018      | ф   | Соляной столб                  | Tuzdan Kaide                     |                     |
| 2018      | ф   | Дорога на Луну                 | Aydede                           | Нериман             |
| 2018      | кор | Бесполезно                     | Beyhude                          | мать                |
| 2019      | с   | Кольцо                         | Halka                            | Хюмейра Карабулут   |
| 2019      | ф   | Бессознательная любовь         | Şuursuz Aşk                      |                     |
| 2019—2020 | с   | Ребёнок                        | Çocuk                            | Асие Карасу         |
| 2020      | ф   | Ты его знаешь                  | Nasipse Adayiz                   | Фиген               |
| 2020—2021 | с   | Однажды в Чукурова             | Bir Zamanlar Çukurova            | Севда Чаглаян       |
| 2022      | с   | Мой сын                        | Oğlum                            | Джанан Ялчын        |
| 2022      | с   | Сказка феи                     | Bir Peri Masalı                  | Харика Кёксал       |
| 2023      | с   | Последний день                 | Son Gün                          | Айше                |
| 2024      | ф   | Мир с жизнью                   | Hayatla Barış                    | Айсель Телли        |
| 2024      | с   | Кюбра                          | Kübra                            | Дилек               |
|           | ф   | Горький кофе                   | Acı Kahve                        | Биргюль             |
|           | с   | Враг любви                     | Aşka Düşman                      | Бахрие              |

### Режиссёр
- 2013 — «Качели» / Salıncak